# Злочини усташа у Другом светском рату
Ово је парцијални списак усташких злочина почињених у Другом светском рату у НДХ. Злочини усташа су једни од најмонструознијих у историји и комплетна листа jе много дужа.

### Ада - Шодоловци - (Ђаково)
Из колоније Петрова Слатина протерани су сви Срби добровољци и колонисти, а такође и из Аде у општини Маркушица, као и из многих других села.

### Бања Лука
У Бањој Луци је одмах одузета сва имовина Српске православне црквене општине, Епархијског савета и црквеног суда. Погребног друштва "Св. Пантелија", Српске читаонице, Дома краља Петра, Соколског дома, Српске земљорадничке и кредитне здруге, Српског пјевачког друштва "Просвјете", Српског кредитног завода, Кола српских сестара, Сељачког кола и других. Вредност заплењене имовине износила је предратних 40 милиона динара.
Са имовином одсељених или несталих Срба поступало се сасвим једноставно. На вратима куће стављен је натпис „Све што се налази у овој кући својина је државе Хрватске“. Такви натписи стављани су на библиотеке, архиве радње, приватне станове. Често се није ни чекало да се сопственик исели, већ се још у његовом присуству означавало да је то и то заплењено у корист „НДХ за понову“ или „власништво НДХ“. Међутим најчешће се догађало да имовину несталог, убијеног или насилно исељеног Србина развуку прво усташки функционери и њихове присталице, па се тек онда приступало печаћењу и пописивању преостале имовине у корист државе.
У Бањој Луци на пример најбоље и најскупоценије ствари из српских станова однели су или су добили рођаци стожерника Гутића. Његов рођак Мандровић, иначе човек без одређеног занимања, добио је кућу и намештај протераног Србина трговца Косте Божића. Иначе Мандровић је могао да бира намештај и из других српских кућа“. „Чланови његове породице носе сада најскупоценије одело опљачкано од српских породица“.
Њихово дивљаштво се огледа и овде у рушењу надгробних споменика, прекопавању гробова и слично. Посмртне остатке бањалучког митрополита Василија Поповића усташе су извадиле из капеле на Петрићевцу код Бање Луке, капелу срушили, а митрополитове остатке пренели на сточно гробље – мрциниште на Влашком Бријегу и тамо закопали.

### Баштра - Босанска Крупа
И муслимани усташе су се истицали у силовању Српкиња. У селу Баштри, срез Босанска Крупа "извршили су обљубу над дванаестогодишњом Олгом, кћерком Рајка Татића, а после очајничке борбе коју су са њом водили, ишчупавши јој прамен косе из главе" убили су је.

### Бијељина
Око 300 Срба ухапшених у бијељинском срезу доведени су у Бијељину, у затвор среског начелства. Увели су их у једну просторију са подом од цемента. Наредили су сељацима и сељанкама да се изују, обућу су однели у другу собу, а пустили унутра код њих воду да ови јадници не би могли лећи, него да морају стално стајати. Како је био јануар месец 1942. године и ужасна зима почеле су им се ноге у води мрзнути.

### Бихаћ
У Бихаћу су усташке власти 24. јуна 1941. године између 4 и 5 часова изјутра зашле по српским кућама, и наредиле да сви са најпотребнијим стварима у року од пола сата дођу на спортско игралиште, где ће предати кључеве од кућа. Одатле су их послали у Кулен-Вакуф, затим их премештали у друга места, а неки су најзад успели да стигну у Србију.
Поред ових многобројних наведених примера још је огроман број српских породица разних срезова и места која су ушла у састав НДХ, насилно отеран из својих домова и одмах или пошто се дуже времена потуцао по разним логорима, пребачен у Србију. Пљачкањем, уцењивањем и насилним прогањањем српски народ је оштећен од Хрвата-усташа за преко 40 милијарди и предратних златних динара. Процењивало се да је из НДХ протерано око 340.000 Срба.
Да би лакше дошли до плена, усташе су приликом гоњења становника из кућа обично говорили да понесу са собом све драгоцености и новац и да им се ништа неће одузети, што није било истина. Када су у Бихаћу на игралишту, по наредби усташа скупио велики број људи, жена и деце, наређено је да свако преда сав новац и ствари од вредности за себе и задржи само 500 динара. Поред тога сви су морали да предају и кључеве од кућа. "Људима и женама су чак скидали и бурме и трзали сурово минђуше са ушију". Том приликом одузето је 1.500.000 динара у новцу, 15 кг. сребра, и 7 килограма злата у златницима и накиту. Све ово усташе су одмах међу собом поделиле. "Када смо тражили да нам издају признанице на одузети новац и реверсе на одузети накит и друге вредности, усташе су нас најгрубљим тоном одбиле, говорећи да ми сами прибележимо, у својим нотесима колико нам је ствари и новца одузето". Само имање Божице Ђукић у Бихаћу и њене ствари које су усташе узели за себе вределе су 1.500.000 динара. Јосип Клеменчић, месар и општински комесар из Вргинмоста, за време покоља становништва и паљења села у бихаћком срезу опљачкао је од Срба "велику суму папирног новца и и више килограма сребрног новца".
Протеране су и све српске породице из села Сокоца. Исто тако из села: Лугова, Покоја, Кастеле и Србњака која се налазе од Бихаћа до Острожачког моста долином реке Уне "са десне и лијеве стране усташе су протерале све становнике православне вере из њихових кућа".
Пошто су из Бихаћа истеране српске породице, хрватске власти су истакле крупним словима штампане плакате по бихаћким улицама, на којима је стајало и ово: „Власи (тзв. Срби) и Жидови, да би се очувао хрватски карактер, хрватског града Бихаћа, не смеју се задржавати у околини Бишћа на 15 км. Не смеју више долазити ни на недељне ни на годишње вашаре“.
У Бихаћу је по наредби великог жупана Виктора Кватерника на Видовдан 1941. године почело рушење православне цркве, првог дана је скинут крст, срушено кубе и скинут кров, а сутрадан пошто је била од тврдог материјала цркву су морали да руше минама.

### Бјеловар
У селу Брезовици срез бјеловарски "сваки Србин" па чак и дете у колицима морало је да носи траку са натписом "Србин". У самом Бјеловару поред тога што су морали да носе траке око руке, Срби нису смели да се крећу по вароши после 8 часова увече, док је осталим грађанима кретање било дозвољено до 12 часова ноћу.

### Блињски Кут - Сисак
У Блињском Куту, срез Петриња тројица "усташа пошто су извршила насиље (блуд) над Олгом, женом Перице Кепчије, нагонили су њеног дванаестогодишњег синчића, да врши обљубу са својом мајком", а затим је "нагу водили по комшилуку"
У Петрињском срезу из села Мале Градусе покренуто је 36, а из села Блињски Кут 80 породица. На њихова имања насељени су Хрвати из Загорја.

### Бокане - Подравска Слатина
Крајем јануара 1942. године донели су у село Бокане, срез Подравска Слатина, лугар Флаш Емил из Ћералије и још неколико усташа и наредили Србима; Јоци Татићу, Танасији и Николи Цветићу, Милу Матићу и Благоју Ракићу да иду са њима у шуму да лове куне. Пошто нису ништа уловили, при повратку кад су били у шуми званој "Лужњаковац" усташе су рекле Србима: "Ви ћете бити зечеви а ми ловци" и одмах припуцали на њих убивши Николу Цветића и Мила Матића, док су остала тројица успели да побегну у шуму.

### Бољанић - Грачаница
У селу Бољанић срез Грачаница, јула месеца 1941, усташе су прво силовале, а затим заклале једну жену стару 28 година, у њеној кући, а у присуству њено четворо мале деце, од који је најстарије имало 9 година.

### Босански Брод
У Босанском Броду наоружане групе железничара Хрвата напале су 11. априла југословенске службенике. "На све стране зачула се пуцњава из пушака, а Хрвати франковци почели су ликовати, скупљати се у веће групе и наоружавати".

### Босанска Костајница
Покољ Срба у Босанској Костајници изведен је 31. јула и 1., 2. и 3. августа 1941. године. У Костајници је заседао неки месни усташки "суд" тзв. "одбор" који је пуноправно доносио одлуке о стрељању Срба. Сви Срби из вароши похапшени су и спроведени у затворе месних надлештава и у друге зграде, а одатле су извођени на стрељање. Стрељање је вршено на неколико места: На Унском мосту који спаја Босанску и Хрватску Костајницу, у "Бајића јамама" више железничке станице, на гробљу православне цркве Св. Петра и Павла, на Шнајдеровом гумну, код римокатоличке цркве Св. Ане и на раскршћу путева за села Селиште и Слабину. Велики број Срба убијен је по уским и малим улицама Костајнице који воде од главне улице до реке Уне. Лешеве поубијаних Срба по улицама Костајнице и на уском мосту, усташе су "гурнули у Уну да пливају". Поред само одвођења на стрељање Срби су морали скинути са себе одело и изути се, па су их онда у чарапама или босоноге и гологлаве везали жицом по четири, пет или шест у један ред, и по неколико таквих редова гонили пешице кроз варош на стрељање". Са прозора њихових кућа посматрале су их мајке, сестре, жене и деца. Сви су морали да певају српске и хрватске песме, а нарочито "Спремте се спремте четници". И овде су у хватању, шиканирању и стрељању Срба уз усташе учествовали и многи мештани. Посебно су предњачили син општинског лекара Грго Стипанчић, ђак V разреда гимназије, који се хвалио да је сам убио око 70 Срба, Сајд гимназијалац, Цвотник студент филозофије и други. У Костајници су поубијани скоро сви мушкарци који нису успели побећи. У животу је остао Јоца Божанић, који је "неурачунљив човек" и Перо Пузавац кафеџија ожењен Немицом. Њега су спасили пасторци. Тачан број поубијаних Срба у овом масовном покољу у вароши Костајници и срезу не може поуздано да се утврди, али се зна да је само 31. августа стрељано око 1.160. У Босанској Костајници нису мрцварени, злостављани и убијани само Срби из вароши и ближе околине, већ и из удаљенијих места Босне. У раздобљу од 30. јула до 12. августа у Босанској Костајници је дотеран већи број Срба "из разних крајева па чак и од Сарајева, Добоја, Зенице и других места у Босни". Жртве су поубијане више католичког гробља. Прво су свучене до гола, затим избодене ножевима или приклане, и многе још полуживе бачене у јаму. По одласку кољача Марија Грубљешић, сва у крви огрезла извукла се испод лешева, довукла до прве куће где су је превили и одвезли њеној кући. Међутим она је после два месеца од задобијених рана умрла. "На том месту заклано је и у три јаме бачено око 200-300 српских глава". Па и доцније су у Босанксу Костајницу довођене групе Срба и ту убијане. Тако су у недељу 31. августа 1941. године усташе довеле 867 Срба, како се тада говорило из јасеновачког логора, и затвориле у стари зрињски град крај Уне. "Ту су их мучили и одатле у групама одводили на брег код римокатоличког гробља и клали их бајонетима говорећи да је штета потрошити и један фишек за Влаха. Сви ови Срби Били су из Добоја.

### Босанска Крупа
У Босанској Крупи покољ је почео нешто раније 26. јула 1941. године и трајао до 4. августа. Прво су убијани само мушкарци, а затим свако живо српско биће на које су усташе наишле тих дана. Неке су убијали секирама и бацали у Уну, неки из пушака над ископаним јамама, а неке живе бацали у реке као становнике села Варошана где су "преко 300 жена и деце везали по седам заједно и тако везане бацили их у реку Глиницу у којој су се сви подавили".
Поред грађана по причању самих усташа у срезу Босанска Крупа убијено је и око 5.000 сељака. Да наведемо овде још три случаја масовног покоља Срба, у неким селима среза Босанске Крупе, извршене у исто време када и у самој Крупи. 30. јула 1941. године муслимани усташе упале су у село Језерско и "почели да пале куће, кољу и убијају нејако и слабо". Том приликом учињена су највећа зверства над незаштићеним становништвом. "Мучење је било ужасно! Хватали су жене, децу девојке и мушкарце и просто измишљали са највећим задовољством на какве ће их муке ставити. Неке су убијали из пушке, другима су вадили очи, секли уши, нос, кидали нокте са прстију, парали мајчину утробу и унутра стављали дете, па их тако све оставили да у највећим мукама умру. Друге су затварали у куће по 50-100 заједно, и у кућама спаљивали. Зликовцима је и то било мало, па су људима вадили срце и црева и са њима се извесно време са највећим задовољством играли".
Многи Срби страдали су приликом одласка на вашаре у поједине вароши, 27. јула 1941. године на вашару у Босанској Крупи похватани су сви Срби који су се ту затекли.

### Босански Петровац
У Босанском Петровцу, 27. јула 1941. усташе су ухапсиле 50 Срба а преко ноћи довели у затвор већи број, и то оних које дању нису могли ухапсити. Неке од похапшених усташе су одмах по хватању убиле пред затвором среског суда, а остале ноћу у самом затвору.

### Брезовац - Бјеловар
У селу Брезовици срез бјеловарски "сваки Србин" па чак и дете у колицима морало је да носи траку са натписом "Србин". У самом Бјеловару поред тога што су морали да носе траке око руке, Срби нису смели да се крећу по вароши после 8 часова увече, док је осталим грађанима кретање било дозвољено до 12 часова ноћу.

### Брчко
У Брчком су исто тако Хрвати разоружавали „поједине групе југословенске војске која се повлачила из Славоније у Босну. Почели су пуцати на саму војску".
У Брчком је на сам дан прогласа НДХ 10. априла увече у хрватском дому одржана конференција Хрвата и муслимана са припадницима осталих народности, без Срба. Било је 5 говорника, али је најзапаженији пун мржње против Срба, био говор др. Абдулаха Буковца, лекара. У говору је харангирана мржња против Срба и њихових тобожњих „злочина“ причињених над Хрватима и Муслиманима.
У Брчком Срби су са Јеврејима стављени изван закона. Србима се пре 10 часова а Јеврејима пре 11 пре подне забрањује да излазе на пијацу, ради куповине намирница. Срби болесници су избачени из болнице, приступ у бањама је забрањен, као и путовање железницом и томе слично. Против неправде које су им наношене Срби се нису смели жалити јер би због тога били строго кажњени.
Прве жртве усташког терора у Брчком били су Раде Дивјак, трговац и Антоније Антић, трговачки помоћник, њих су усташе а нарочито злогласни крволок Дане Бабић ноћу у среском затвору толико тукли и ногама газили да су зидови били крвљу замазани, и на зидовима су се видели отисци крвавих руку. После вишедневног мучења 12. маја 1941. Одведени су на Саву, из пушака убијени и у воду бачени. После три-четири дана вода их је код Славонске Раче избацила на обалу где су их неки непознати људи сахранили.
У лето 1941. године готово свакога дана, становници места на обали Саве гледали су како вода носи бројне српске лешеве. Прота Рајко Софренић прича како је неко време Сава свакодневно преносила тела побијаних невиних српских жртава, или посебно или скупа по више њих повезаних, или на даске приковане, а многе са распореним трбухом.
Искошени текст
Између 2. и 3. децембра 1941. године запаљена је и порушена православна црква у Брчком пошто је најпре опљачкана. „Иконостас, одежде, књиге и остала дрвенарија запаљени су у цркви, а нешто је одвучено и покрадено. Пре паљевине један усташа муслиман пуцао је у цркви и хицима из пушке погађао иконе“. На црквени торањ бачена је бомба, те се он срушио и запалио. На челу банде која је рушила и пљачкала цркву налазили су се срески начелник Монтањи, који је за време Југославије био чиновник у Управи града Београда, и Рашид Ужичанин Чазимов. Цркву је порушио грађевинар Дибман из Брчког за награду од 90.000 динара. Истог дана 3. децембра порушена је на православном гробљу капела задужбина Ђоке Хаџића, трговца из Брчког.

### Бугар - Бихаћ
Усташе су у селу Бугар покупили све младе девојке, затворили их у школу и над њима "читав дан вршили силовања и оргијали". Кад се приближила ноћ, усташе су напустили село а сељаци су онда дошли, а девојке пустили из школе".

### Бугојно
У Бугојну су маја 1941. Почела прва страдања српског народа. У првој групи било је 22 најугледнија грађанина и сељака који су ухапшени и поубијани изнад села Ивањске, 31. маја 1941. године. Убијања Срба у Бугојну је било и током јуна, јула и августа 1941. године.

### Бунић - Кореница
Усташе су убијале жене и појединачно и у већим групама. Наду Кнежевић, свршену медицинарку из Бунића, заклали су пред њеном кућом.
Малишу Брибића земљорадника из Бунића, срез Кореница, "полили су гасом допола и потпалили га шибицом да је до половине изгорео и полумртвом му одрезали главу.
Милету Кнежевића, бележника из Бунића, заједно са женом и петоро деце затворили су у шталу и запалили је и они су у њој изгорели.

### Ведро Поље - Госпић
Крајем јула 1941. У село Ведро Поље, срез Госпић дошли су Јаков Блажевић адвокатски приправник, Миле Почуча столар, Јуре Наглић студент - сви из Госпића и Дане Вујановић студент из Дивосела сазвали су скуп и на њему предложили да се сав народ склони у шуму пошто ради општег покоља, предстоји напад усташа на село. Млађе људе су позвали да одмах пођу са њима у Дивосело и тамо побију усташе, који су становали у школи. Већина присутних је послушала. Људи су повели своје фамилије, стоку и узели храну колико су могли и склонили се у шуму да би спасили голи живот. Скупили су се сви на пропланку званом Крушковача и улогорили се. Ту је било окупљено око 3.000 душа из Ведрог Поља, Дивосела, Орница и Читлука. Блажевић са тројицом својих другова и још тридесетак млађих сељака навали на усташки стан у Дивоселу, тројицу усташа убију, а остали њих 7-8 побегну у Госпић. Народ је искупљен на Крушковачи логоровао десетак дана. Међутим једног јутра, у зору усташе су опколиле читав логор и отвориле на њих жестоку ватру из пушака и митраљеза. Настала је страховита паника. Са свих страна чуо се лелек и кукњава рањеника. „Људи, жене и деца избезумљени бежали су на све стране, а усташе су кога су год стигле клале и убијале“. Ту је страдало око 1.500 људи, жена и деце, а остатак око 1.000 душа спасао се бекством. „Сви смо бежали према Метку“, каже један учесник. „Међу нама је било много рањеника“. Бежећи тако незнано куд, многи су уз пут у појединим селима остајали код својих познаника и пријатеља, а италијански војници који су их сретали, прихватали су рањенике и камионима слали у разне болнице по Далмацији.

### Велика Мучна - Копривница
Из села Велике Мучне пресељено је 30 а из Великог Поганца - села у Копривничком срезу више српских сељачких имућнијих породица.

### Велики Поганац - Копривница
Из села Велике Мучне пресељено је 30 а из Великог Поганца - села у Копривничком срезу више српских сељачких имућнијих породица.

### Вељун - Слуњ
Тако су усташе из Загреба и Слуња, 7. маја 1941. дошле у Вељун, срез Слуњ и похватале око 600 Срба, 500 су исте вечери одвели у Хрватски Благај и тамо убили.

### Војнић
У срезу Војнић приређено је неколико масовних покоља. Из самог Војнића више од 100 Срба убијено је само једног дана 29. јула 1941. на месту званом "Змијин јарак" и то ударцима чекића. У овом срезу нарочито је много страдала општина Крњак, где је било неколико масовни покоља. Само крајем јула 1941. поубијано је око 530 Срба из ове општине. Једног дана у лето 1941. године у Војнићу усташе су похапсиле око 400 људи, стрпале у камионе и одвели до шуме зване "Лоскуња", на путу Војнић - Тушиловић. Пошто су их избацили из камиона, наредили су боље обученима да се свуку, па су их затим побили ударајући их чекићем и крампом-будаком у главу. "Немогуће је описати пером или изрећи људским језиком грозоте и патње тих мученика. Спасење је било за онога ко је добио јачи ударац у главу од кога је одмах умро". Најтеже је било за оне који су били теже рањени, јер су неколико дана страшно мучени, а били су чувани да не би ко покушао да их ослободи. После неколико дана неке су поубијали, а неке оставили да остану у најтежим мукама. Тада су успели да се спасу свештеник Јанко Ђ. Малобабић парох у оближњој Рјеци и још два земљорадника, који су побегли у оближњу шуму.
Велики број људи, жена и деце убијено је из среза Војнић, Вргинмост, Глина убијени су у селу Мехино Стијење, код Велике Кладуше у срезу Цазин. По неким извештајима тамо је убијено између 10.000 и 12.000 Срба.
У близини Војнића у шуми званој "Радоња", у једном јарку нађено је око 1.000 лешева људи, жена и деце. Нарочито је падао у очи леш једне младе жене од 25 година који је леђима лежао на земљи. Жена је ножем заклана, обе су јој дојке ножем прободене, а на прсима јој је био леш једногодишњег мушког детета"."Руке детета биле су провучене кроз разрезане материне дојке".

### Воћин
Жупски уред у Воћину, срез Подравска Слатина 16. марта 1941. године послао је "преузвишеном" надбискупу др Алојзију Степинцу телеграм да му драговољно покатоличени Срби "на дан славе воћинске општине од седам села пригодом повратка у римокатоличку цркву шаљу поздрав као врховном надпастиру уз изразе синовске љубави". Телеграм су потписали мисионар фра Петар Берковић и начелник Чурчиновић.

### Вргинмост
У срезу Вргинмост масовно су убијани жене и деца од стране усташа. Често су их затварали у сељачке куће, које би запалили и сви би унутра изгорели. Усташе су такође нагонили жене да пасу траву. У појединим местима среза Вргинмоста после силовања српских жена и девојака усташе би им "одрезали груди и полне органе" говорећи: "Нећете више рађати српске псе".
Јосип Клеменчић месар и општински комесар из Вргинмоста, за време покоља становништва и паљења села у бихаћком срезу опљачкао је од Срба "велику суму папирног новца и и више килограма сребрног новца".
Срби из села Сјеничка који су јула 1941. године дошли у Вргинмост да траже дозволу за вршидбу жита, похватани су и убијени. Тада је у једном дану страдало 20 Срба из Сјеничка.

### Врнограч - Велика Кладуша
На брду Пољице код Врнограча, срез Цазин поубијано је око 800 Срба из Врнограча, Глинице и Босанске Бојне, Њих су из затвора у Врнограчу пребацили камионима до Пољица, а оне који нису могли стати у камион везали су за камион и тако их вукли. Пре но што су их стрпали у камионе "свукли су их догола и повезали". Кад су Срби доведени на Пољице, усташе су им наредили да за себе ископају јаму, затим су их постројили на ивице јаме, и ударајући маљевима по глави побили. Тада се спасио сељак из Бојне Милан Вујасин, јер није био потпуно дотучен. Он се ту наредне ноћи извукао из јаме, дошао у село Глиницу код кума Милана Ђиласа и испричао му шта се догодило.

### Вуковар
На дан прогласа НДХ маса Хрвата у Вуковару манифестујући своје одушевљење демонстрирањем против Срба, дошла је пред споменик краља Александра I ујединитеља и срушила га. Скинула је краљеву бисту и главу окренула ка земљи урлајући "нека се напасе цигански и влашки краљ".
Дана 28. априла 1941. исте ноћи (као у Гудовцу код Бјеловара) код Вуковара, на обали Дунава, друге усташе су заклале још 180 Срба и бациле њихове лешеве у реку.
Како добровољце и колонисте тако су и друге Србе усташке власти присилно исељавале са територије своје државе. Августа 1941. усташе су из Вуковара све богатије Србе и интелектуалце "присилно пребацили у Србију, а њихово целокупно имање запленили у корист НДХ". Из Борова као и из других села вуковарског среза, покренули су велики број Срба. У селу Силашу наредили су да се сви Срби иселе у року од пола сата, а у њихове куће су довели Хрвате из Загорја. Др Јова Новаковић лекар из Борова прича како су њега, његову породицу и још много Срба из Борова насилно иселили. 22. августа 1941. године дошло је у његово двориште 10 усташа наоружаних пушкама и митраљезима и наредили му да се за 10 минута са двоје деце спреми за полазак и понесе само најпотребније ствари. Новаковић је наредбу извршио у одређеном року: повео је децу, узео свежањ ствари, повео служавку и дошао на станицу где је већ чекало око 30 породица са децом. После четворочасовног ишчекивања потрпали су их у фургоне које су споља "замандалили" не рекавши куда их воде. Возили су се 24 сата, а онда се воз зауставио на станици Гуња. Ту су чекали три и по сата док су их истоварили, потрпали на сељачка кола и одвезли 14 километара испред Брчког "и истоварили нас на једној голој пољани на обали Саве преко пута Брезовог Поља". Одатле су после пребачени у Србију.
Одмах у почетку власти су готово по свим српским радњама, удружењима и новчаним заводима поставили комесаре. У Срему у вуковарском срезу, "сва српска предузећа: банке, трговине као и црквена општина, добили су комесаре који су кључеве од радњи и од каса узели себи у џепове". Црквена општина морала је да плаћа свом комесару Хорватовићу, "пропалом вуковарском сајџији, иначе пијаници и моралној пропалици", 2.400 динара месечно. Како то није било предвиђено црквеним буџетом комесар је себи плату обезбедио тако што је отпустио црквеног појца Пају Продановића учитеља, као и благајника и перовођу.
У Вуковару професор веронауке у реалној гимназији фра Силвестер Зубић и "поборник у усташком логору у Вуковару, и фратар католичког манастира Св. Боне код Вуковара, као и свештеник из Лукача, срез Вировитица Стјепан Јанковић познати су као ватрени поборници покатоличавања Срба.

### Горње Јаме - Глина
У селу Јама срез Глина, Иван Јосиф Чиврић и Иван Портулипац "обешчастили су 4 сестре Српкиње пред њиховим родитељима, а затим их све заклали". Са зликовцима је био и адвокат Лука Цветковић из Глине, пратилац министра правде др Пука.

### Госпић
У Госпићу су поубијани скоро сви Срби који нису успели да побегну. У селу Липара, крај Госпића усташе су 1. августа приредиле општи покољ Срба: упадали су у српске куће и одреда све клали.
напомена: у оригиналу село Липара вероватно село Липе 3 км од Госпића.
Више је примера да су усташе и њихове присталице наређивали Србима да легну и они по њима да газе. Исто тако са неке узвишице, обично стола и ормара, усташе би у цокулама скакале на Србе који су лежали потрбушке на поду. У затворима у Госпићу често се дешавало да дођу пијане усташе и нареде затвореницима да легну на патос обично "у једној великој соби која је за то била одређена. Затвореника је морало доћи толико да својим телима покрију цео патос, онда би усташе у војничким цокулама играли коло на телима тих мученика".
Приликом интернирања једне групе Срба из Госпића на Велебит, 26. августа 1941. после 36 часова вожње у затвореним теретним вагонима без воде и хране, на једној станици ушао је у вагон усташа Ивица из Госпића са још "једним Хрватом у цивилном оделу" и рекао затвореницима да могу добити храну ако између себе покупе сав новац који имају. Гладни и жедни Срби су скупили 8.500 динара и предали му, а он им је тобоже за тај новац купио пасуља, скувао и поделио свакоме по кашику. Међутим тај пасуљ Србима је послала италијанска војска која се тада налазила у Јастребарском.

### Грабовац Бански - Петриња
У петрињском срезу само у Банском Грабовцу крајем јула 1941. убијено је око 2000 Срба из истог места и око 2000 из других крајева.

### Грубишно Поље
Између 28. септембра и 6. октобра 1942. године извршени су масовни покољи Срба у селима среза Грубишно Поље.

### Глина
Окупација Глине извршена је одмах по проглашењу НДХ. Истог дана хрватско становништво у Глини обукло је усташке униформе и наоружало се и окитило усташким амблемима и хрватским тробојкама и у надлештвима узело сву власт у своје руке. Целом том акцијом руководила је усташка организација, која је у Глини створена још 1930. године под руководством тамошњег адвоката др. Пука, доцнијег министра у Павелићевој влади, и лекара др Ребака Јураја. Обојица су доцније били у вези са Павелићем у иностранству. У усташку организацију њих двојица су увукли "велики део Хрвата и олоша" а одраније су располагали оружјем и другим потребним материјалом за преузимање власти у датом моменту".
Даринку Миљевић "у српској цркви у Глини силовало је 20 усташа", а потом је на најгрознији начин убили".
Све жене које су усташе "једне кишне ноћи" похватале у Јабуковцу, дотерали су у Глину "и за месец и по дана ставили на расположење трупама" па су после неке од њих пустили, а неке убили"
У Глинском срезу поред масовних покоља извршених у глинској цркви усташе су и у другим местима извршиле више масовних убијања. Тако су из затвора у Глини у групама по 200-300 одвели велики број Срба на обалу Глине и из митраљеза их поубијали. У недељу 11. маја 1941. године из Загреба је стигло у Глину 120 усташа и исте ноћи похапсиле су све Србе изнад 15 година старости. Ухапсиле су око 480 грађана. Ноћу између 12. и 13. маја, све су одвели у место Прокопи, 4 км удаљено од Глине, и тамо поубијали.
напомена: У оригиналу место Прокопи вероватно село Прекопа

### Гудовац - Бјеловар
Усред ноћи неколико стотина усташа опкољава села Гудовац, Туке, Брезовац, Клокочевац и Болац у срезу Бјеловар. Ухапсили су 250 сељана, међу којима су били поп Божин и учитељ Стеван Иванковић.
Жене су јецале јер су схватиле зашто је становништву наређено да узму лопате и пијуке. Под усташком пратњом њихова колона је лагано изишла из села и зауставила се пред једним пољем.
- Копајте себи гроб!
Немоћ помиреност са судбином тих несрећника били су такви да су послушали. Тада су им жицом везали руке на леђа, а затим их гурнули и живе сахранили у дубокој јами коју су морали сами да ископају.
Колико год да су били свирепи, Немци нису без узбуђења примили вест о овом злочину. Једна комисија коју су они одредили, извршила је ексхумацију и фотографисала лешеве. Њен записник се налази међу документима Рајха под насловом "Ustaschenwerk bei Bjelovar" (Дело усташа код Бјеловара).
У Гудовцу стрељању сељака Срба морале су "њихове жене да присуствују и певају"
Многе Србе су још живе затрпавали у земљу. Младен Павловић из Гудовца "преклињао је рањен неког усташу: "Брате Јошко, немој ме жива затрпавати". По себи се разуме да му то ништа није помогло.
Мару, жену Илије Ерелије, "поред тога што су тукли и везивали вешали су је о дрво, па кад дође до издахнућа спуштали је на земљу".

### Двор на Уни
Усташе се нису задовољавале само тиме што би Српкиње једноставно убијали, већ су их као и њихове очеве, синове, браћу и мужеве пре убиства страшно злостављали. У срезу Двор на Уни "женама су секли ноге до колена и стављали их тако на коње да јашу. Неке, пак, жене децембра месеца 1941. године натерали су да читаву ноћ ходају по студеном потоку Зрињски, све док нису од студени умрле".

### Демировац - Козарска Дубица
У селима Дракулић, Демировац и Међеђа усташе су од младих девојака захтевали "да дигну сукње, потом их бајонетима боли међу ноге"

### Дивосело - Госпић
У Дивоселу срез Госпић 2. августа 1941. године убијено је око 1.200 људи међу којима и жене и деца.
Интересантно је навести причање Јелене Почуче из Дивосела о пљачкању у њеном крају. Она каже како су усташе покупиле све што је по кућама било вредно: "новац, сатове, тамбуре, мушка вреднија одела, обућу, а нарочито су односили спремљена девојачка руха и одећу младих жена. Све су то износили из моје куће". Да би спасила живот, она је побегла у шуму, а када се после неког времена вратила кући, имала је шта да види. "Гледала сам како хрватски сељаци износе и последње ствари из наших кућа, товаре их на наша кола и односе у Трновац, Брушане и остала католичка села преко баре". Кућа је наша потпуно опљачкана, а пред вратима су остале неке ствари "које су зликовци спремили да их одвезу колима". Сутрадан су дошле жене Хрватице из Трновца и Брушана и траже наше жито, док су мушкарци настављали да односе и остатак наших ствари из села". Поново је побегла у шуму, али су је усташе нашле, претресле и из недара јој узели књижицу Поштанске штедионице на којој је било уложено 4.000 динара. Повели су је заједно са децом да је стрељају, али су од тога одустали на заузимање неких Хрватица из оближњих села које су жњеле на њеној њиви.

### Добој
Представници власти, а у многим случајевима и мештани Хрвати пљачкали су све што су нашли у српским кућама, како у градовима тако и у селима. Сељацима су на првом месту одузимали животне намирнице: жито, маст, месо, стоку затим све што им је до руку дошло, а често и последње парче хлеба. Новац и покућство такође су односили, а занатлијама и трговцима и сву робу. После пљачке често би опљачкану кућу запалили. Усташе из Славонског Брода и Модриче дошле су почетком септембра 1941. у села добојског среза и све куће опљачкали. "Нарочито су пљачкали и односили новац, маст, сланину, одјело, постељину, жито, брашно, посуђе и одводили стоку. После пљачке палили су опљачкане куће, штале, стогове сијена и сламе".
Из Добоја је 35 српских породица, заједно са многобројним породицама из села добојског среза 3. августа 1941. године, послато теретним возом у логор у Славонску Пожегу, одакле су они који су остали у животу касније пребачени у Србију.
Поред споменика владарима порушени су и сви споменици подигнути културним и просветним радницима, државницима, црквеним великодостојницима и изгинулим Србима у XIX и XX веку, у Добоју су срушени споменик и костурница Срба, помрлих у интернацији у Добоју 1915—1916. године, за време Првог светског рата, а подигнути 1938. године. Др Драгутин Камбер жупник из Добоја и усташки функционер, уочи Спасовдана 28. маја 1941. године послао је акт проти Дучићу тражећи од црквеног одбора да у својој режији и о своме трошку сруше споменик, а сав материјал од споменика да се превуче пред жупников двор. Црквени одбор је оклевао да изврши наредбу о рушењу споменика. Али кад се Камбер подршком из Загреба, утврдио на власти у Добоју, још је енергичније захтевао да се споменик сруши. Можда по Камберовом наговору пријавио се каменорезац Феликс Богдановић, који је споменик и поставио, да ће га без икакве штете порушити тако да се касније може опет поставити. Он је најмио раднике, поставио око споменика скеле, али није могао наћи чекрк помоћу кога би скидао огромне тешке делове споменика. Црквену општину овај посао стајао је 9.000 динара. Али како општина није имала новца да плаћа рад око рушења споменика, то је демонтирање споменика обустављено. Сада се лично понудио градитељ споменика Немац Франц Штумпф, који је руководио грађењем цркве у Добоју, и предложио да се споменик минира. Јер од тога неће бити велике штете, пошто је он саграђен од тврдог камена гранита. Експлозив за рушење дала је немачка војска, као и своје војнике за рад, те је тако споменик оборен 27. 6. 1941. године око 5 часова по подне.

### Добрљин - Босански Нови
На дан 21. априла 1941. усташе су у парохијском стану у селу Добрљину, срез Босански Нови, изболи ножевима слику бањалучког митрополита Василија, "украли са писаћег стола скупоцено налив-перо, а орман са парохијским протоколима и архивским списима варварски поцепали и уништили све, однели ручну гвоздену касу црквене општине са готовином од 40.000 динара, уложну књижицу на 20.000 динара, уништили полису осигурања од 1.500.000 динара, и однели целокупни намештај кућевни и све друге ствари".

### Доња Бачуга - Глина
У селу Бачуги срез Глина, шесторица усташа упала су у кућу некога Јањатовића и силовали му кћер од 15 година. "Отац је секиром покушао да одбрани кћер, али су га усташе изболи ножевима и везали више кревета, а мајку ниже. Отац и кћер су умрли, а мајка је полудела".

### Доња Винча - Рогатица
Почетком јула усташе су дошле у село Винча, срез Рогатица, ухватиле Анђу Шаренац и њену ћерку Десу, стару 16 година, "свезале им руке озади за врат њиховим властитим плетеницама и терали их по селу од куће до куће". Код куће Новице Шкипина "заклали су више његових оваца и јагањаца, ушли у подрум, отворили буре ракије и частили се". За то време Анђа и Деса "стајале су свезане крај усташа и гледале како се часте" Када су се усташе добро најеле и напиле "остатак меса и кајмака ставили су у торбе обесили их о врат Анђи и Деси, које су морале пред њима ићи и носити их".

### Доња Градина - Козарска Дубица
Фебруара 1942. године усташе су у шест теретних вагона дотерали у Јасеновац 300 сељака из Босне, одмах их превезли преко Саве у село Градину. Тамо су их све маљевима побили а лешеве бацили у једну сељачку шталу па је запалили.

### Доње Селиште - Глина
"У Доњем Селишту, срез Глина, усташе су ухватиле 26 жена и одмах их у самом селу ножевима заклали. Хватање и клање ових жена трајало је све од раног изјутра до 4 часа по подне. Пре убиства усташе су их приморале да им дају сав новац, а затим их на најсвирепији начин мучили, силовали и заклали. Усташа Жамић, месар из Глине, ухватио је Кату Балтић, одвео је у кукуруз, па је прво одрезао дојке, а затим прсте од руку и ногу и најзад заклао. Њезина снаха Ружица слушала је њене јауке, а на самом месту после одласка усташа, видела су се учињена зверства. Ружицу Сужњевић усташе су заклале, затим је у једној јами посадиле на главу и тако оставиле. Скоро по свим лешевима жена видело се много крви на полним органима од повреда ножевима. Жену Јове Маричића, земљорадника из Доњег Селишта, усташе су такође ставиле овом приликом под нож, али је нису сасвим заклали. Мислећи да је мртва оставили су је, али после њиховог одласка дошао је њен муж са још неким сељанима, подигао је, однео кући и положио на кревет. Остала је у животу, али јој је пререзан главни живац на врату, па јој глава виси и не може ходати".

### Доњи Лапац
Усташе су Дару, жену свештеника Николе Богуновића из Доњег Лапца заједно са њихово двоје мале деце, довели су у село Боричевац и бацили их живе у дубоку јаму звану "Јасеновача".

### Дракулић - Бања Лука
У селима Дракулић, Демировац и Међеђа усташе су од младих девојака захтевали "да дигну сукње, потом их бајонетима боли међу ноге"

### Дрвар
У мају 1941. усташе су у Дрвару ухапсиле 18 Срба и дотерали их у Босански Петровац. Ту су их хтели одмах побити, али нису смели од Италијана. Италијане су обавестили да те похапшене Србе воде у Бању Луку, па су их једне ноћи извели из затвора, али уместо у Бању Луку одвели су их у шуму Рисовац, 20 км удаљену од Босанског Петровца, и ту код једне дубоке провалије, све побили а неке недотучене у њу гурнули.

### Дрињача - Зворник
Један одред хрватских војника, који је дошао у Зворник, прошао је у теретном аутомобилу кроз Дрњачу са једном великом и више мањих хрватских застава, дерући се из свег гласа: "Живела Независна Држава Хрватска", доле Србија, живео хрватски народ, доле Власи".

### Дубовац - Горњи Богићевци (Окучани)
Љубици Орубић, ученици из Дубовца, усташе су забијали игле под нокте.

### Дубровник
У Дубровнику и околини пак, тек 1. јула 1941. године проливена је српска крв. Тога дана усташе су из Дубровачког затвора одвели 9 Срба, међу којима су били јереј Васил Ковачина, парох из Метковића и Марко Поповић, учитељ. Међу онима били су и један Хрват и један муслиман. Сутрадан 2. јула, све су их поубијали на Рудинама код Стона. Претходно су их међусобно везали жицом и „убили су их крампама, лопатама, чекићима. Ломили су им руке, ноге, ребра, вилице и друге делове тела. Тако су мученичком смрћу завршили своје животе“. Говорило се да су алат, којима су убијали, узели од месног римокатоличког свештеника думе Иве Драгићевића.
Једна група омладинаца - већином великошколаца из Дубровника и околине, отишла је у Требиње и првог јула поубијала већи број виђенијих Срба у месту и околини.
„Првога јула у шест сати изјутра“ каже прота Поповић „одјекнули су први пуцњи и врели меци убили су на кућњем прагу Васа Бабића, Влада Н. Поповића, Милоша Брковића, Властимира Паликућу, Гаврила Ковачевића, Радована Лечића, Шћепа Ђурића, Душана Ногулића и Илију Бабића.

### Живаљевићи - Рогатица
После силовања српских девојака и жена злочинци су своје жртве најчешће убијали, а неке пре убиства страшно мучили. Кћер Илије Јездића, земљорадника из Живаљевића, срез Рогатица, "су најпре мучили и силовали, а затим убили".

### Жута Локва - Бриње
У Жутој Локви срез Бриње, септембра 1941. усташе су "покупиле одреда све Србе, одвели у оближњу шуму и тамо убили".

### Загреб
У Загребу је издата наредба да се Срби на улици могу кретати само између 8 и 18 часова, доцније је та наредба проширена и на Јевреје, а слобода кретања проширена од 6 до 21 час увече. Затим је наређено да се сви Срби и Јевреји иселе из центра Загреба на периферију, где им је било одређено место за становање. Загребачким Србима је још наређено да као и Јевреји носе траку око руке, и то белу са натписом „православац“. Овакву наредбу је издао још раније усташки стан у Славонској Пожеги.

### Јабланица - Босанска Градишка
У селима Милошево Брдо, Јовјак, Јабланица, Гошчица и Горњи Подградци, срез Босанска Градишка усташе су септембра 1941. године похапсиле 120 угледних Срба одвели их до неке шумице у селу Јабланици, ту их натерали у један поток и из митраљеза побили. Затим су загазили у поток и свакога који је показивао ма какве знаке живота изболи ножевима.

### Јабуковац - Петриња
Све жене које су усташе "једне кишне ноћи" похватале у Јабуковцу, дотерали су у Глину "и за месец и по дана ставили на расположење трупама, па су после неке од њих пустили, а неке убили".

### Јајце
Стару цркву у Јајцу "усташе су најпре опљачкали, а затим претворили у јавни нужник".
Јуна 1941. године усташе су у срезу Јајцу у Босни ишле по селима, "злостављали људе и чупали им бркове".
У срезу Јајце усташе су хапсећи људе по њивама у пољима, просипале ручак "а посуђе полупали о главе Срба и бацали".

### Јастребарско
Сличан случај догодио се и у другим транспортима Срба "као у Госпићу". Када је транспорт стигао у Јастребарско, усташе су тражиле да свако да сав новац који има код себе, а ако нема онда ствари од вредности, ако хоће да добије храну. Срби гладни и измучени, дали су све што су имали, неки по неколико хиљада динара, неки у недостатку новца сат, прстен или друге ствари од вредности. Зато су добили нешто мало за јело.

### Комоговина - Костајница
Из цркве у Комоговини у срезу костајничком усташе су однеле "све вредније ствари као златни путир, скупоцени тас, одежду коју су цркви поклонили грофови Зрински и Франкопани и многе друге ствари.

### Копривница
У срезу копривничком већ 11. априла 1941. године одузето је сво оружје од народа, па и ловачке пушке, и наређено је да на свакој кући, као и на цркви буде истакнута хрватска застава. По селима су одмах почели да вршљају чланови "Хрватске заштите" и да одводе поједине сељаке у затвор.
Из села Велике Мучне пресељено је 30 а из Великог Поганцa - села у Копривничком срезу више српских сељачких имућнијих породица.

### Ливањско поље
У селима Ливањског поља, и у граду Ливну током Другог светског рата усташе су 1941. године починиле злочине над становништвом српске националности. Сродни чланци: Усташки злочини на простору Ливањског поља 1941. године, Покољ у Челебићу.

### Љубина - Двор на Уни
Свештеник Илија Врањешевић, парох љубински, срез Двор на Уни, ухапшен је 1. маја 1941. и одмах везан у ланце заједно са учитељем Богданом Драгишићем и бележником Михаилом Вичићем, обојица из Рујевца. Њега су заједно са 24 парохијана, оптужили као четнике и због тога их мучили на најсвирепији начин. Сваке ноћи између 11 часова и 1 по поноћи долазио им је у затвор поручник Пудић са више наоружаних усташа. Страшно су га тукли, а нарочито свештеника Врањешевића "пендрецима, ногама у трбух, кундацима, шамарима, а Пудић му је уз то чупао косу, бркове и браду, те потрбушке вукао по патосу, а све то уз најпогрдније псовке". После ове туче Пудић је пуштао пијане усташе да их немилосрдно туку од чега су "остајали не само патос (под) него и зидови крвави".

### Љубушки
Видовдански талас усташког геноцида захватио је и српско становништво љубушког среза. Од свих јама љубушког краја посебно се издваја она на Хумцу, која се налази у огради тамошњег фрањевачког самостана. При масакрирању и и бацању Срба у ту јаму, у ноћи између 30. јуна и 1. јула, и поред јаукања и запомагања невиних жртава, нико од „Кристових слугу“ из тог самостана није изашао да погледа шта се то дешава.

### Мала Градуса - Петриња
У Петрињском срезу из села Мале Градусе покренуто је 36, а из села Блињски Кут 80 породица. На њихова имања насељени су Хрвати из Загорја.

### Међеђа - Козарска Дубица
У селима Дракулић, Демировац и Међеђа усташе су од младих девојака захтевали "да дигну сукње, потом их бајонетима боли међу ноге"

### Миострах - Босанска Крупа
Нарочито је интересантан случај са покољем Срба у селу Миостре. Ово село већином муслиманско и само је у једном крају имало 37 српских кућа. "Данас овај заселак не постоји, куће су све разрушене, народ без обзира на доба и пол поубијан, а тела њихова побацана у једну пећину ниже села". Из целог села остало је у животу само пет душа, људи који су се затекли у заробљеништву у Немачкој и једна девојка коју је један муслиман узео за жену и тако је спасао. Остала је још једна девојчица која је приликом масовног убијања била рањена и изгубила свест. Кад су убијане носили да баце у бездан - пећину понели су и њу, рачунајући да је мртва. Касније је дошла свести и како је била међу горњим лешевима, то се на неки начин испузала, спасила и остала у животу. "Српску земљу ору данас муслимани".
напомена: у оригиналу Миостре вероватно село Миострах

### Мотике - Бања Лука
У селу Горње и Доње Мотике које је имало око 80 домова, са 1400 душа све је поубијано и поклано.

### Муњава - Огулин
У селу Муњави срез Огулин извршено је масовно убијање Срба које су усташе похапсили по разним местима. Клање је обављено у основној школи. Ту је поклан огроман број Срба, јер је преко школског прага који је врло висок, текла крв из школе.

### Нова Градишка
У Новој Градишки још првих дана усташке владавине убијени су у затвору Гаврило Богдановић, председник из Ковачевца, Никола Протић, поседник из Нове Градишке и Никола Поповић, сељак из Нове Пољане. Пошто су их убили, усташе су их обесили у затвору, као да су тобоже они сами извршили самоубиство.
У јулу 1941. године из Нове Градишке исељено је 50 српских породица. Оне су прво отеране у логор Цапраг, а одатле пребачене у Србију.
Фрањо Матица, жупник из Нове Градишке и истакнути сарадник усташа, захтевао је од Срба да сваке вечери долазе у цркву, где им је држао часове из веронауке и проповеди "у којима је нападао православну веру, а хвалио римокатоличку". Једном на часу веронауке оштро запитао присутне: "Хоћете ли се покрстити или не, ако нећете, нарочито нагласивши, Бог је на небу, усташе су на земљи, а Јасеновац по сриједи, и сада хоћете или нећете"? Приликом покатоличавања Матица је новим католицима говорио да морају "заувјек заборавити српску вјеру, јер то није вјера, јер је поглавник рекао да признаје само католичку вјеру, а сви они који њу не признају, који се још држе српске вјере да ће их истрјебити из своје земље". За овај рад добијао је од усташке државе специјални хонорар од 4.000 куна месечно.

### Новска
У срезу новском одмах је формирана група усташа "који су наоружани војничким оружјем почели купити и убијати Србе".

### Огулин
За време недељног вашара (пазарни дан) у Огулину, 28. маја 1941. године ухапшено је око 40 највиђенијих грађана и сељака из Огулина и околине. После тога је крајем јуна огулинска општина преко добошара објавила да Срби убудуће могу слободно посећивати вашаре, међутим кад су неки сељаци из Горњих Дубрава дошли у Огулин на вашар, усташе су их ухватиле и убиле.
Стевана Ђуричића, свештеника из Огулина, усташе су крајем месеца маја сачекале кад се враћао кући са дужности из огулинске болнице и ухапсили. Из Огулина је спроведен у Карловац, а из Карловца у Вргинмост, где је страховито мучен, да су његови јауци окупљали свет око затвора. Одатле је одведен у Глину у затвор где је настављено мучење. Поред других мука усташе су га присиљавале да једе људски измет. Када је он то одбио, стављен је на теже муке. Из Глине је одведен у полицијски затвор у Загребу у петрињској улици. Из ћелије је вођен два пута у подрум на мучење, где су га пљували, ударали по целом телу, газили и чупали му браду и бркове. Из Загреба је одведен у копривнички логор Даница. Ту га је видео прота Иса Пејиновић и како је био страшно измучен и унакажен, једва га је познао. Одатле је послат у Госпић, где му се губи сваки траг.

### Осијек
Лав Досједел, свештеник из Белог Брда, срез Осијек, овако описује мучење у осијечком затвору: "Дању и ноћу морали смо стајати, јер није имало где да се седне а камоли легне. Појединци су од умора, жеђи и глади падали у несвест, док су неки, а нарочито живчано слабији полудели. Увече је увек почињало суђење. Изводили су нас у салу пред судију - усташу у црној униформи који је одређивао казне: кундачење, батинање по голом телу наквашеним ужетом, набијање трновог венца на главу, лизање пода, гутање гуме (многи су издахнули у страшним мукама удавивши се - гумом), узајамно уједање, истезање тела конопцима, пробијање зглобова итд. Све ово одиграло се уз непрестано кундачење од пијаних усташа. Ујутру одводили би нас потпуно изнемогле натраг у собе, да продужимо муке стојећи без мицања на једном месту".
Из Осијека и околних села Даља и Бјелог Брда насилно су пресељене 93 староседелачке породице, које су прво отеране у Босну а затим пребачене у Србију. У њихове куће насељени су Хрвати из Далмације

### Оточац
У Оточцу "наоружане групе људи нападају домове мирних и ненаоружаних Срба, сељака и грађана, отимају животне намирнице и стоку, злостављају и вређају Србе и све што је српско на сваком кораку. Убијају на најсвирепији начин, одводе у затвор потпуно невине људе без икакве кривице, само зато што су Срби".
У оточком срезу опљачкане су све цркве и друге знаменитости и старине још у августу 1941. године. На челу оних који су извршили тај задатак био је усташки изасланик из Загреба др. Бах, који је све ствари однео у Загреб.

### Оштарије - Јосипдол (Карловац)
Многе Србе су усташе и месне власти хапсиле у возовима, иако су имали уредне путне исправе. Почетком августа 1941. године на станици у Оштаријама, изведени су из воза Чеда Поповић и његов брат Јоса, Петар Манојловић и Раде и Младен Муњас, сви из Отока, мада су имали пропусницу "од немачких војних власти" да путују у Србију. Прва двојица су одведена у Огулин и касније убијена.

### Пакрац
Велики део хрватског народа схватио је оснивање НДХ као прилику за обрачунавање са свима омраженицима, на првом месту са Србима. Стога је од првог дана почело хапшење и прогањање Срба и уништавање свега што носи српско обележје. У Пакрачком срезу одмах после 6. априла, а нарочито после проглашења независне државе, на српским кућама су осванули натписи: "Бјежте Срби, долази Павелић (ЖАП)", "Србе на врбе, свиње преко Дрине" (ЖАП)".
У местима пакрачког среза усташе су ишле од села до села, палиле поједине куће, пљачкале и убијале народ.
У Пакрацу су усташе обилазиле српске куће и приморавале све чланове српских породица да купе по цени од 50 динара траку са натписом "православац". Усташе су од Срба захтевале да дају прилоге за издржавање хрватске војске.
У Пакрачком срезу, у општини Чаглић, исељено је цело село Скендеровац.

### Перушић
"Одмах по проглашењу НДХ усташе су у појединим селима среза Перушић почели понеке Србе одводити од њихових кућа.

### Петриња
У Петрињском срезу само у Банском Грабовцу крајем јула 1941. године убијено је око 2.000 Срба из истог места и око 2.000 Срба из других крајева. У исто време у Марин-Бријегу убијено је око 2.000 Срба. На Петрињском православном гробљу, на сам дан Божића, 7. јануара 1942. године стрељано је 45 Срба из села Јошевице и Дејановића, међу којима су биле и две жене, изведене на стрељање из болнице. Усташе су их све заједно повезали и терали кроз град на стрељање, при чему су "морали стално да певају". У самом граду Петрињи од 1.000 и више Срба остали су и преживели рат само четворица јер су им жене биле Хрватице, а сваки од њих био је стар преко 60 година.
У Петрињском срезу из села Мале Градусе покренуто је 36, а из села Блињски Кут 80 породица. На њихова имања насељени су Хрвати из Загорја.

### Петрова Слатина - Осијек
Из колоније Петрова Слатина протерани су сви Срби добровољци и колонисти, а такође и из Аде у општини Маркушице, као и из многих других села.

### Пискавица - Бања Лука
У селу Пискавици срез Бања Лука усташе су на дан Св. три Јерарха 1942. године побили 126 лица. Долазећи од Бање Луке возом, усташе су напустиле воз код железничке станице Ивањска, распоредиле се и пошле у село, убијајући свакога на кога су наишли на путу или кућама.

### Плашки
Интересантан је случај пљачкања владичанског двора у Плашком. Једног дана усташе у Плашком ушле су у владичански двор, отишле у владичански кабинет, владику удаљили и цео кабинет испразнили, натоварили на камионе све опљачкане ствари и отерали у Огулин. „Владичански двор је опљачкан невероватном брзином, за 1 сат епископски двор био је потпуно испражњен“. Тих дана ћерка апотекара Оскара Бичевића удавала се за синовца усташког министра др Гавра Сушића. Младенцима се примио за кума велики жупан Јурица Марковић. И по народном обичају кум је спремио младенцима богат поклон-дар и изложио га у излогу једне огулинске радње. Тај дар се састојао од „сребрног посуђа, кристала и једећег прибора“, и још неких неких других драгоцених предмета. Све то је опљачкано – покрадено „власништво епископије горњо-карловачке“.

### Плоча - Удбина
У селу Плочи срез Удбина јула 1941. године поклано је и побијено преко 100 људи, жена и деце. Поједине жене су дизали из бабиња и заједно са дететом убијали“.

### Плитвичка језера
Крајем маја 1941. године хрватске усташке власти су покренуле све Србе из села око Плитвичких језера и протерале их у Двор и у Босну, "са мотивацијом да на Плитвичким језерима и околици, као хрватском купалишном месту, не сме бити ниједног Србина". Њихове куће домаћи Хрвати су прво опљачкали па онда већину попалили. Сви ови Срби исељени су по наредби великог жупана у Бихаћу Љубомира Кватерника. Међутим после три месеца, када је италијанска војска запосела Лику, ови су се Срби вратили на згаришта својих домова. Прота Богуновић Никола парох у Притоци, као очевидац каже да су месеца јуна 1941. протеране све српске породице из цијеле општине Плитвичка Језера. Све што су имали од покретне имовине остало је у кућама. "Једне кишне ноћи сав тај народ, праћен наоружаним усташама, превезен је на реквирираним колима околних села непосредно испред мог парохијског стана у Притоци. Поворка кола трајала је три часа. сав овај народ избачен је и остављен по селима од Босанског Петровца до Дрвара".

### Подравска Слатина
У Подравској Слатини виђенији су Срби затварани и у затвору батинама присиљавани да се покатоличе. Они који су поднели молбу за покатоличавање одмах су пуштани на слободу, док они који су били на слободи, а нису поднели молбе за католичење одвођени у затворе, тучени и присиљавани да то учине. Тако су поступали и у селима овога среза.

### Попово Поље - Херцеговина
У Поповом Пољу, у Херцеговини, многе девојке биле су силоване па онда бачене у јаму. Међутим било је случајева да су "девојке радије скакале у локве него да дозволе да их обешчасте усташки зверови".

### Пријебој - Кореница
У малом селу Пријебоју, на Плитвицама код Коренице, живео је гостионичар Иван по народности Хрват који је дошао из Америке. Због његове велике дебљине и огромног стомака сељаци су му дали надимак "волоња". Његова жена Ружа помагала му је у гостионичарском позиву. За време масовног покоља Срба у том месту Ружа је својеручно клала сељаке Србе, мештане доведене из околине. Сваки дан су усташе доводиле мање или веће групе несретних људи које је жена Ивана "волоње" пред својом механом клала и убијала.

### Притока - Бихаћ
Цркву у Притоци срез Бихаћ усташе су запалили, али како није потпуно изгорела, минирали су је и срушили.

### Прњавор
Хрватске власти су у обесправљености изједначиле Србе са Јеврејима и Циганима. У Прњавору су Србе прогласили грађанима другог реда, чак и иза Цигана чергара.

### Равно Рашће - Глина
У лето 1942. године приликом једног напада усташа и домобрана на село Равно Рашће, срез Глина, одведено је много жена и деце. Том приликом одведено је троје деце Стојана и Кате Паланчанина, и то Никола стар 12 година, Драгица 11 и Петар 6 година. Деца су прво транспортована у затвореним вагонима у Јасеновац у којима су остала 8 дана под стражом без хране. Одатле су их аутобусима пребацили у Стару Градишку, стрпали их у једну велику бараку, раније шталу за коње. Прва три дана нису добили ништа за храну, а четвртог су добили неко "упарено брашно". Пошто су одвојили децу од родитеља, сву женску децу до 9 година послали су у Порићанце, а у Градишци су остали само мушкарци изнад 12 година, које су обукли у усташку униформу. Од неколико хиљада, колико их је ту било, хрватске власти су око 400 дечака послали у Горњу Ријеку ради похађања школе, од којих је 200 помрло. Због напада партизана на Горњу Ријеку усташе су са децом побегле у Јаску, а када су партизани заузели Јаску, заробили су све усташе и око 7.000 деце, која су ту била у логору. После 24 часа партизани су напустили Јаску, повели су са собом децу до Мрзлог Поља, где су их Немци бомбардовали. Тада су партизани одвојили одраслије дечаке и повели их са собом а остале оставили у Мрзлом Пољу, где су их поново преузеле усташе, потрпале у аутобусе и одвели у Самобор. Ту су остали 8 дана у једном логору. Одатле су одведени у Загреб, уписани код црвеног крста и после неколико дана распоређени. Мали Никола био је смештен код Антона Јежека у Великом Буковцу код Лудбрега, где је чувао марву и радио све кућне послове. Јежек и његова породица су га терали да иде у католичку цркву, али он то није хтео чинити. Сестра Николина Драгица, која је из Градишке послата у Порићанце, нашла се са братом у Мрзлом Пољу. Ту је неко време остала код жупника, али како је била сврабљива, није је хтео даље задржати, већ ју је уступио једној жени. Код ње је била 6 недеља. Одатле су је усташе одвеле у Самобор, затим у Загреб па у Лудбрег, и најзад је и она доспела у Велику Буковицу. Ту ју је узео католички жупник Мата Гожин, дао је у школу код часних сестара, које су је приморале да сваке недеље иде у католичку цркву. Николини и Драгичини родитељи који су били избегли у Србију, успели су да их преко пријатеља нађу у Великој Буковици, и да их 12. јула 1943. године доведу у Србију. О трећем детету нису ништа могли дознати.

### Рудо
У Рудом у Босни, чим су отишли Немци и усташе успоставили своју власт одмах су почели терор над Србима. "Хрватски војници" су по Рудом хватали и мушкиње и женскиње и резали им са опанака носеве, бацали са глава шајкаче и мараме и одузимали сељачке копоране и јелеке, при чему су гадно псовали, вређали, женскиње срамотили па често и шамарали. По српским сељачким кућама се почело са пљачкањем.

### Рујница - Цазин
Крајем јула 1941. године у село Рујницу срез Цазин дошли су наоружани муслимани усташе и похапсили велики број Срба. Тада су из Рујнице одвели у Цазин 450, а у Врсту 300 Срба. Они који су одведени у Врсту, отерани су на брдо Курјаково у близини жандармеријске станице где су ископали себи јаму, преко њих посули креч, а хаљине убијених Срба поделили између себе. Од свих ових несрећника успели су да се спасу само двојица: Ђука Шамија и Ђока Шевић. Они су били само рањени и у јаму бачени. Када се спустила ноћ усташе су отишле, а ова двојица су изашла из јаме, отишла у село и испричала шта су све доживели. Они пак Срби који су одведени у Цазин задржани су неколико дана у затвору у којем су страшно тучени и грозно мучени. Једног дана су их голе свукли и извели из затвора, одвели на Бело брдо близу Цазина, побили, закопали, а њихово одело усташе су између себе поделиле.
У селу Рујевцу, срез Цазин, усташе муслимани су силовали малолетне српске девојчице. После једног покоља мушкараца ухватили су и одвели у шуму Мику Шамлију, чијег су оца Јована пре тога убили. Пошто су је силовали пустили су је да иде кући.
напомена у оригиналу: село Рујевац вероватно село Рујница

### Сански Мост
У време злочина у Босанској Костајници извршен је покољ Срба и у месту и срезу Сански Мост.
Изузев 12 Срба који су успели да побегну у Србију, сви остали људи из Санског Моста су побијени.

### Свиница - Костајнички Мајур
Свиница, село у Банији, било је позорница једног грозно призора. Усташе су ту ухватиле једног православног свештеника Данета Бабића, закопале га живог до појаса и стале дивљачки да играју око њега. Али сваки пут када би се неки од њих приближио мученику, потезао је нож и одсецао му комад меса. Мучење овог свештеника трајало је више сати и његово тело које више није имало људски облик, остављено је на лицу места да служи као пример.

### Сисак
У Сиску су за Србе и Јевреје повишене све државне таксе за 100%

### Сјеверско - Рогатица
У селу Сјеверско срез Рогатица усташе су "у школској згради затворили око 70 Срба - жена, деце, стараца, бацили у зграду бомбу, а затим зграду запалили и унутра су скоро сви изгорели. Три жене су успеле да побегну из запаљене зграде и са опаљеним лицем дошле у Ужице. Слично се догађало у многим другим местима НДХ".

### Сјеничак - Карловац
Срби из села Сјеничка који су јула 1941. године дошли у Вргинмост да траже дозволу за вршидбу жита, похватани су и убијени. Тада је у једном дану страдало 20 Срба из Сјеничка.

### Скендеровац - Чаглић (Пакрац)
У Пакрачком срезу, у општини Чаглић, исељено је цело село Скендеровац.

### Славонска Пожега
У срезу Славонска Пожега, људи су одвођени и дању и ноћу у усташке затворе, али су само ноћу саслушавани и страшно мучени. После саслушања неке су остављали у затвору, да би их и у наредним ноћима стављали на муке, а потом испребијане и измучене пуштали кућама. Неки су, пак после мучења одводили у оближње поље или у шуму и ту их убијали. По причању другог свештеника из истог среза над Србима је одмах почео "незапамћен терор". И по дану и по ноћи усташе су тукли, мучили, пљачкали и убијали Србе. "Нико није био сигуран. Свештеницима је забрањивано свако чинодејство. Једне ноћи су и мене напали. Претресли су ми кућу, тобоже тражећи оружје, и оптужили ме да сам пуцао у сопствени радио-апарат када је Павелић говорио при оснивању хрватске државе, иако је апарат био потпуно неоштећен. У мојој парохији било је око сто усташа, који су одмах предузели читаву хајку на Србе. И људи и жене и деца морали су бежати готово сваког дана из куће у шуму и сакривали се. Тог дана у мојој парохији погинуло је 14 Срба, а многи су премлаћени да никада оздравити неће. Пуцало се и убијало свуда.
У местима и селима славонско-пожешког среза Срби су морали око руке да носе траку са натписом „православац“

### Слатина - Бања Лука
У бањи Слатини срез бањалучки, Србима, Јеврејима и Циганима било је забрањено лечење и купање.

### Смиљан - Госпић
Посебно желимо да подробније опишемо масовни покољ Срба у селу Смиљану, крај Госпића, родном месту једног од највећих светских научника и проналазача. Овај нечувени покољ Срба у Смиљану почео је 1. и трајао до 8. августа 1941. године. Око два сата после подне 8. августа 1941. године усташе су ухватиле 33 особе и затвориле у кућу Миланка Катића, затим су кућу запалили и у њој сви изгорели. Спасила се једино Марија, кћер Петра Катића, бекством из запаљене куће у Велебит где је живела осам дана само од воде и траве. Последњи дан је успела да дође у везу са одметнутим оружаним одредом, уврстила се у њихове редове и активно учествовала у личком устанку. Тог истог дана и у исто време запаљена је кућа Петра Лемајића, у којој је било више особа. Из куће су се чули страховити јауци, због који су усташе пуцале из пушке у ту запаљену дрвену кућу. Сви који су били унутра изгорели су. Истога дана, после подне између 3 и 4 сата Лука Пејновић са још 70 људи одведен је на плантажу у Пазариштима где су сви поклани. Тога истог дана заклан је код своје куће Дане-Лукин Пејновић, а Никола Пејновић је одведен од куће и убијен. Затим су похватани Јово и Петар Пејновић, Петрова жена Милка и синови Никола и Милан, један унук и више непознатих особа, око 20 душа и сви у кући Петровој живи спаљени. Када се Јово Пејновић, сав избезумљен од страха и чуда примакао запаљеној кући, која је већ догоревала, усташе су га ухватиле и бациле у Петрову кућу, која је такође догоревала. Истог дана у Смиљанском Пољу усташе су ухватиле Петра Пејновића (Пацанова) и тројицу његових синова, и пред кућом их убили. Затим је ухваћено 120 особа, повезано, и одведено у шуму Брезик, близу Широког моста и ту су сви поклани или из пушке поубијани. Из ове групе спасао се Љубан Басарић, муж Марије (рођене Пејновић). И њему су као и осталима ноге биле увезане жицом, али га је његова кћи, дете од 9 година, одрешила рекавши му: "Ти бежи, остави нас, а ми ћемо овде изгинути". Љубан је изашао и почео да бежи, али су га усташе приметиле, припуцале и раниле га у обе руке. Како је био млад и јак успео је да побегне. Августа 1948. налазио се у Загребу као официр Југословенске армије. Трећег августа ухваћени су Јовица Пејновић из Смиљанског Поља са децом, Миле Пејновић са женом и седморо деце затим сви Лемајићи и Врањеши из Смиљанског Поља и истог дана су спаљени у кући Васе Лемајића.
У кући Стевана Пејновића, спаљене су 32 особе. Неким чудом спасило се само троје деце. Сва ова лица пре спаљивања била су ножевима избодена, а нека и заклана. Девојчица Сара Пејновић, кћи Миланова, стара 12 година, задобила је осам рана по телу. Лежала је у несвести. На њу су усташе бациле мртву жену Пиље Пејновића. Заједно са њом у кући је било убијено и њено двоје деце, женско од 8 и мушко од 5 година. Пошто се на запаљеној кући срушио кров, усташе су отишле, Сара се освестила, а Пиљина деца дошла су себи. Кад су прозори почели да горе Сара је обадвоје рањене деце успела да избаци кроз прозор напоље па је и сама за њима искочила. Брат и сестра тешко рањени, ухватили су се за ручице и пошли кући. Уз пут су свратили на бунар неких Ковачевића, ту су се опрали и продужили пут. Уз пут су сусрели камион пун италијанских војника који су их узели, одвели у Обровац, у Далмацију, а затим у болницу у Задар. Деца су се излечила, мушкарац се вратио својој кући, а девојчица се запослила и остала у Задру под заштитом Италијана, где се налазила и августа 1948. године. Међутим године 1945. усташе су ухватиле Пиљу Пејновић заједно са овим дечком, и обојицу заклале у Смиљану. Када је искочила из запаљене куће, Сара Пејновић побегла је у оранице, где су се налазиле неке хрватске куће. Када су је становници тих кућа видели како рањена бежи повикали су усташама "Ето вам једно дијете утече". Ипак је она успела да побегне и у јулу 1948. године налазила се у Госпићу, али су се на њој још тада добро примећивали трагови претрпљених мука и ужасног страха. Седмог августа усташе су похватале код кућа у Бужину: Косту, Јелу и Филипа Лемајића, Мила, Марију, Ђуру, Илију и Милку Пејновић са шесторо деце, затим Милку Пејновић са два сина, Марију кћерку покојног Марка, са сином, снахом и дететом, Даницу са две кћери и све их затвориле у кућу Лемајића и запалиле. Међутим Ђура Лемајић је "био сасечен" и његов леш бачен у ватру. У кући Дмитра Пејновића Пацанова, у Смиљанском Пољу, 7. августа око 4 сата по подне усташе су у једну кућу затвориле 68 особа, врата и прозоре су "даскама заковали, кућа затим запаљена и сви унутра изгорели".
Пре рата смиљанска парохија бројала је преко 1000 српских душа, 1948. године било их је свега 112, од којих је само 30 особа становало у Смиљану, остали су живели у Госпићу, јер у своме месту нису имали зграда у којима би могли да станују. Прота Пејиновић је 1948. године био у Смиљану и овако га описује: парохија смиљанска данас је празна. У том лепом и романтичном месту данас је човек срећан да нађе некога живог кад кроз село пролази. Свуда влада нема тишина, такорећи и птице у гајевима не певају. На човека ова пустош, развалине и паљевине, ова тишина, оно гробље порушена црква и парохијски стан делују неисказано тешко и мучно, тако да би човек најволео да почива у оној раци, у којој су заједно сахрањена 462 Србина-православца".

### Сремска Каменица
У Сремској Каменици усташе су одмах отпочеле пљачкање и развлачење покућства из официрских и подофицирских станова. Жандармеријске школе, из Енглеско-југословенске болнице за децу туберкулозних костију, из многобројних вила и станова Срба, Новосађана, расејаних по каменичким виноградима, затим из Домаћичке школе Краљевског фонда и то у корист тамошње римокатоличке жупне цркве. Усташе су отимале и оно мало понеких ствари, стоке и другог, српским изгнаницима из бачких колонија, који су се непрегледним масама пешице преко Фрушке горе, повлачиле у правцу својих некадашњих огњишта, остављајући за собом, гробове деце, стараца и старица, помрлих од умора и глади и злостављања. Одузимало се одело, обућа, и све до доњег рубља војницима Србима који су се враћали својим кућама у Бачку и обратно из Бачке у Србију.
У Сремској Каменици прописују се драконске казне за оне који у одређеном року не скину ћириличне натписе са радњи и кућа". Премазани су сви натписи писани ћирилицом на приватним и јавним зградама. Такође се уништавају и све књиге писане ћирилицом. "Трговачки натписи ћирилски на кућама одмах скинути". На "граду" деспота српског светог Стевана Штиљановића усташе су са дечурлијом полупале национални и верски грб. Све националне слике а на многим местима и иконе покупљене су из надлештва и кућа и спаљене у општинском дворишту.

### Сремска Митровица
У лето 1942. извршен је општи покољ Срба у Срему. У свим варошима Срема вршена су масовна убијања грађана и сељака из околних места. Али је нарочито гнусно и свирепо извршено опште и масовно убијање Срба у Сремској Митровици, куда су довођени и Срби из других сремских срезова: вуковарског, шидског, илочког, румског, иришког, сремскокарловачког и старопазовачког. Из Шида је само једног дана одведено у Сремску Митровицу 300 Срба и тамо на гробљу поубијано. Крајем месеца августа 1942. године 3000 Срба из Сремских Карловаца и околине утоварено је у теретне вагоне и одведено у непознатом правцу. Из Бешке, Крчедина и неких других села „поред Дунава“ покупили су Србе и натерали су их у Дунав, који се нису у води удавили из пушака су их убили“. Из села „Гргетега, Ремете, Буковице покупили су све Србе, без разлике на старост и пол, отерали их у једну шуму и побили“. У то време само у Сремској Митровици убијено је више хиљада Срба.

### Српске Моравице
Месеца јуна 1941. године око 30 усташа помогнути домаћим присталицама похапсили су све виђеније Србе из Српских Моравица, а међу њима и старог протојереја и архијерејског намесника Владимира Дујића, одатле су их све послали право у Огулин, а после два дана у логор Даницу код Копривнице. У логор су стигли 17. јуна и на самом улазу страшно претучени и измрцварени. Проту Дујића ударио је неки усташа предметом по очима, разбио му наочаре које су га повредиле, ухватио за браду ишчупавши прамен длаке заједно са кожом. Проту је облила крв, али ни гласа није пустио од себе овај стари свештеник". 30. јуна прота је са још 250 Срба упућен у Госпић где је са још неким свештеницима, између 1. и 2. јуна, страховито претучен, и од тада му се губи сваки траг.
Усташе су жени проте Дујића из Српских Моравица "забијали игле у лице и чело и потпуно је унаказили".

### Стабанџа - Велика Кладуша
Око Св. Илије муслимани усташе из села Мразовац, Бучевци, Варошка Ријека и Бужин напали су село Стабанџу, и извршили свиреп покољ. "Убијали су нас", каже један сведок "секирама, великим ножевима, косама, вилама и разним другим оружјем". Везивали су по 50-100 Срба и тражили "таквог муслимана који је могао најбоље да сече српске главе", да бих их убио, зашта је добијао "заслужену награду".

### Суња - Сисак
У Суњи су усташе дочекивали возове нарочито из Бање Луке, хапсиле све Србе железничаре и одводили их на "мрцилиште на Саву, тамо убијали и у Саву бацали".

### Требиње
У Требињу је као и у многим другим местима истакнут натпис: „Србима, Жидовима и псима забрањено долазити у паркове“

### Тузла
У Тузли су усташе, првих дана по оснивању НДХ, формирали једну свечану поворку, дошли са музиком пред споменик краља Александра, одсвирали посмртни марш и оборили споменик кличући Павелићу. Затим је поворка отишла до дома краља Петра и ту на исти начин срушила бисту Краља Петра, а пред реалном гимназијом бисту др. Ђорђа Лазаревића. Затим су дошла кола за ђубре градске општине па су на њих натоварили све бронзане остатке поменутих споменика и одвукли.
У Тузли су скинуте табле на којима су имена улица написана ћирилицом и постављене нове са именима римокатолика и муслимана написаних латиницом. Владичанској канцеларији у Тузли дат је рок од 3 сата да се скине ћирилички натпис са установе једне њихове задужбине.
У затвору у Тузли постојао је нарочит начин мучења Срба. У једној посебној соби налазило се једно велико буре "на чијим се дугама изнутра са свих страна били причвршћени железни ексери. Често су усташе изјутра изводили по више затвореника и једног по једног трпали у буре, па онда буре котрљали тако да су ексери парали тело, а из рана је цурила крв коју су усташе другим затвореницима показивали". Затим су их измучене вадили из бурета и секли им уши, нос, вадили очи и зубе, одсецали руке и ноге, док нису умрли.

### Тук Војни
У овом српском селу у Горском Котару усташе су 1942. године запалили, срушили и уништили Српски православни храм посвећен Светим апостолима Петру и Павлу из 1759. године.

### Хрватска Костајница
У Хрватској Костајници су двојица усташа јурили једну жену да силују. "Она је бежала док је могла, а када је посустала, стигли су је и оборили је на земљу и један од њих је ударио ногом у потиљак тако снажно да јој је одвалио свод лобање. Крв и мозак су се пролили по његовој ципели, а он је њеном косом обрисао мало ципелу и продужио даље".
У истом селу су Марици жени председника општине Боре Лукића, родом из Лапова из Србије "пробушили образ жицом, провукли кроз уста и уши, а међу ноге је забили колац". Жицу су стезали док је нису раздерали цело лице".
На први дан Духова 1941. године натпоручник Јелача је Алексу Остојића из Хрватске Костајнице у затвору извео у двориште и наредио му да легне на леву страну. "Онда му је пришао, држећи велики клин у једној а чекић у другој руци, и закуцао несрећном Остоји клин у десну слепоочницу, а затим га је један усташа убио из револвера.

### Цазин
Крајем јула 1941. године у село Рујницу срез Цазин дошли су наоружани муслимани усташе и похапсили велики број Срба. Тада су из Рујнице одвели у Цазин 450, а у Врсту 300 Срба. Они који су одведени у Врсту, отерани су на брдо Курјаково у близини жандармеријске станице где су ископали себи јаму, преко њих посули креч, а хаљине убијених Срба поделили између себе. Од свих ових несрећника успели су да се спасу само двојица: Ђука Шамија и Ђока Шевић. Они су били само рањени и у јаму бачени. Када се спустила ноћ усташе су отишле, а ова двојица су изашла из јаме, отишла у село и испричала шта су све доживели. Они пак Срби који су одведени у Цазин задржани су неколико дана у затвору у којем су страшно тучени и грозно мучени. Једног дана су их голе свукли и извели из затвора одвели на Бело брдо близу Цазина, побили закопали а њихово одело усташе су између себе поделиле.

### Цвијановића Брдо - Слуњ
Милутин Ловрић, земљорадник из Цијановића Брда, у лето 1941. године са женом је отишао на вашар у Слуњ да прода пар волова. Пошто је волове продао и пошао кући усташе су га још у вароши ухватиле, отеле му 10.000 динара од продатих волова, одвели га и убили, а жену пустили кући.

### Цетинград - Слуњ
Из Цетинградске општине Слуњ 2. августа 1941. године на поменутом месту Мехино Стијење убијено је преко 300 Срба.

### Црквени Бок - Хрватска Костајница
Млади жупник Августин Краљ, ватрени усташа мисионар и душебрижник, активно је учествовао у присилном покатоличавању Срба, сматрајући да то ради у корист Бога, цркве и Христовог народа. Свој прегоран рад на превођењу православаца у католичку веру довео је до савршенства у селу Црквени Бок, 1942. године где је образовао хорове, одржавао мисе и слично. Србима прелазницима увек је доказивао да су Хрвати, да нису никада били Срби, „да су вас у своје време покрстили у православне и зато се тога не треба бојати“. Када су октобра 1942. године у село дошле неке усташе, народ се уплашио, али их је жупник уверавао да се немају чега плашити. Међутим три дана доцније, изненада јасеновачке усташе опколиле су целу општину. Заједно са усташама био је и млади жупник. Он је у зору ишао са једном групом усташа која је пред собом кроз село гонила „жене, децу напола голу онако како су их истерали из кревета“. Жупник је био у мантији, каљав до колена, јер је преко росних ливада и ораница ишао и показивао пут усташама како најбоље да опколе целу општину да нико од Срба не би могао да побегне у шуму. Када га је један Србин упитао шта се то дешава, Краљ му је одговорио „Не бојте се ништа, идете до Саве и вратићете се својим кућама. Немојте да ми нетко бегао“. Међутим овај није жупнику поверовао, искористио је гужву и магловито време, утекао у шуму и спасао живот. Усташе су похватале око 2.000 душа, отерале их све у логор, у Јасеновац, док су 34 особе на грозан начин убили у самом селу. Међу поубијанима једна девојка је „била на колац набијена“, а једном младићу су били одсечени поједини делови тела итд“. Против оваквог поступања усташких власти са покатоличеним Србима у Црквеном Боку жупник се пожалио и самом поглавнику, али не зато што га је сматрао нехуманим, већ што је Краљ остао без „без својих верника“ па је тражио да се отерани народ врати кућама. У својој представци жупник истиче како су Срби опљачкани „највећим делом од сусједних католика“. Овакве поступке треба спречити само зато што се „тиме квари наш чисти католички народ, који сигурно не би направио толико крађа, да му се за то није дала прилика“. Овом грандиозном сведочењу није потребно никакво објашњење.
У селу Црквеном Боку, срез Костајнички, Стоју Иванчевић стару 26 година усташе су убиле на тај начин "што је у њене полне органе стављен дрвени колац широк отприлике 3 до 4 цм па онда ударан све док није прошао кроз цело тело девојке до стражњег дела прсију, раздеравши јој све унутрашње органе. Сам колац који је био дуг два метра, вирио је једним делом скоро половином из девојчина тела, док је другим делом био у њој самој"... Врх коца је био избио из грудног коша на горњој половини ребара. Жену Ану Злокопа нашли смо потпуно унакажену: њој су били одсечени нос, уши и дојке. Бошко Рок и његова жена Ана били су заклани; они су били поваљени на земљу тако да им се тело налазио са једне стране а главе с друге стране подметнутог пања. Заклани су ножем. Главе су остале на једној а тела на другој страни овога пања. Кћерки Дамјана и Наце Ракић, старој 15 година пресекли су дојке и кроз отворе протурили руке у грудни кош. Све жртве видео сам својим очима". Каже Петар Турајлић, лугар из Црквеног Бока. "Било је после извршених убистава случајева да су прасад јела лешеве док су касније сељаци из села налазили одгризене руке, ноге и друге делове тела, испроваљиване грудне кошеве, разбацана црева и прегрижена лица.

### Чапљина
У Чапљини одмах после одласка италијанске војске 17. 4. 1941. године, дошло је 500 наоружаних усташа „од Љубушког“ под вођством Пере Јукића, трговца из Чапљине. Сви су били сами Хрвати, још истог дана уз помоћ и суделовање домаћих Хрвата и муслимана приредили су демонстрације против Срба. „Навалили су на српске радње и приватне куће које су потпуно демолирали и опљачкали. Тај дан су усташе убиле секиром Стевановић Саву и Митровић Јелку, сељаке у њиховим кућама. Затим су запалили кућу Зуровца Пере и Душана, земљорадника, Стевић Чеде, земљорадника и Шкора Душана, железничара. Исти дан усташе су неколико Срба које су нашли у кућама, одвели у затворе среског начелства, односно испоставе, и тамо премлатили.
У Чапљини и околини само у јунском покољу убијено је 526 мушкараца, жена и деце. У ноћи између 25. и 26. јуна код Опузена су убијена 294 лица. Из села око Чапљине у злогласни „Силос“ код села Тасовчића затворено је око 300 Срба који су одведени на разна стратишта и ликвидирани. Од 22. до 26. јуна у суседној Габели похапшено је 170 Срба, који су на ретко свиреп начин ликвидирани на стратиштима код Крижа и Опузена.
Од 1.760 до сада евидентираних жртава међу српским становништвом у Чапљини и околини, од хрватских усташа страдало је 1.649 лица, а то је 15 пута више него што су их убили Италијани, Немци и четници.

### Чокадинци - Нашице
Из села Чокадинаца у срезу Нашичком исељени су сви добровољци, а на њихова места насељени сељаци из Хрватског Загорја

### Чуклинац - Козарска Дубица
Крајем 1941. године из Кордуна дотерано је у логор Јасеновац 200 жена и деце. Међу њима је било само неколико старијих жена, а остале су биле младе, а деца мала. Сви су они преко залеђене Саве отерани у место Чуклинац, затворени у једну шталу и у њој запаљени. "Врисак ових несретних жена и деце чуо се преко Саве у селу Уштици".

### Шид
У дворишту среског суда у Шиду истерали су жене, децу и људе, пустили воду из чесме и натерали их "да седну у воду", а усташе су то гледале и тиме се забављали. Како су сви имали руке везане на леђима, а од силних батина изнемогли, многи нису могли да седну на земљу, већ су потрбушке падали. Виктор Томић их је ногама тукао и газио по њима.
Усташе су у августу 1942. године затвориле много Срба, а међу њима и Кузмана Славујевића. Када је око 5 сату ујутро дотеран у двориште среског начелства "и видео доведену малу српску децу, толико је био ганут, а у исто доба и разјарен, да је усташама псовао мајку". Како су му руке биле везане на леђима, ухватио је зубима најближег усташу за гушу". У том моменту му је прискочио Виктор Томић, ударио га железном полугом по глави тако жестоко да је одмах онесвешћен пао на земљу. Да би га привели свести, полили су га водом, однели у подрум, где је било других Срба затвореника, и ту му пред свима најпре чупали клештима нокте са ногу и руку, а потом му ножем одрезали обе руке заједно са плећкама, те је у највећим мукама умро.
У Шиду су Срби ужасно тучени и на све могуће начине злостављани. Домаће усташе су их нагониле да један другоме лижу крв из рана, па их онда пустили кућама. Кузману Славујевићу су пред већим бројем Срба, чупали клештима нокте, са руку и ногу "а потом ножем одрезали обе руке заједно са плећкама тако да је у највећим мукама умро". У дворишту котарске општине у Шиду Србе су тукли "кочевима, секирама, столицама, и неким гуменим пендрецима, који су на врху имали неко шиљато железо које је са жртава чупало месо".
У селима шидског среза у разним саопштењима се увек наглашавало да се то и то „забрањује Жидовима, Циганима и Србима“

## Уцене
Срби су између осталог уцењивани и у виду разних контрибуција. Тако је у Шидском срезу појединим селима било одређено да плате 100, 150 па и више стотина хиљада динара. Село Батковац имало је да плати 150.000. Разрез је био учињен према имовном стању грађана, тако да су појединци имали да дају између 5.000 и 20.000 динара. Сваком Србину који није дао новац саопштавано је да се одмах сели у Србију, а целокупна имовина му је одузимана у корист хрватске државе. При полагању новца свако је морао да потпише изјаву да новац даје драговољно "за унапређење усташког покрета". Угледни трговац Молдован из села Јамена, није донео тачно назначену суму у одређени час, па је због тога заклан у усташком стану у Шиду.
Напомена: Вероватно село Батровац у оригиналу село Батковац.
Приликом пљачкања српских кућа у Срему усташе су односиле "боље капуте, бицикле, златнину, готов новац", а поред тога "маст, брашно, мушке астраганске шубаре, чизме, шиваће машине и све што им је пало шака".